# ボルボ・ECC
ボルボ ECC（Environmental Concept Car ）はボルボが1992年に製造したコンセプトカーである。設計に再利用された素材を取り入れた実験で動力にガスタービンを使用したハイブリッドカーだった。大半の部品はボルボ・S80に流用された。
ボルボ ECCはボルボ・850のプラットフォームを使用して製造され、将来の環境規制への適合を目的としたボルボの3番目の環境対策車で、ガスタービン発電機と電気モータと大容量の蓄電池を組み合わせた前輪駆動のシリーズハイブリッド式ハイブリッドカーだった。蓄電池は駐車中に外部電源から充電したり軽油を燃料とするガスタービン発電機で充電することができた。現在のプラグインハイブリッド(PHEV)と同様の使い方も可能だった。パワートレーンはボルボのKöpingの変速機工場によって開発され、ガスタービンはボルボ・エアロ製でモーターや発電機や制御装置、パワーエレクトロニクスや直流変換器等の電装品関係はABBが開発に携わった。
ガソリンエンジンと充電された電力で電気モータで加速時に補助する量産されたハイブリッド車と比較してボルボ ECCはガスタービンで駆動される発電機を使用して充電した。この種のエンジンは従来の往復式の内燃機関よりも熱効率が優れる。同様にボルボの設計では燃料は噴射前に気化して空気と混合した。これにより窒素酸化物の排出量が減った。
平均最大出力は95馬力（70.3kW）で平均75馬力が連続して使用できた。蓄電池を搭載しているのでボルボ・S80よりも約150kg重かった。0-100km/hまで13秒で最高速度は180km/hだった。蓄電池に満充電時に通常13マイル走行でき、燃料タンクを満タンの場合、さらに70マイル走行できた。
興味深いことにこのハイブリッドシステムには電気走行、ハイブリッド走行（必要な場合タービンで蓄電池を充電しながら）、ガスタービンによる運転（ガスタービンで常に蓄電池を充電）の3通りの異なる走行モードがダッシュボード上のスイッチで選べるようになっていた。このような機能が導入された背景には将来、街中でできるだけ排気ガスを出さずに走行する意図が込められていた。当時、カリフォルニア州では低公害車や無公害車の導入を促進するために環境基準を厳格化しようとしており、最適化されたガスタービンエンジンは規制に適合していた。それはボルボの次の車両であるS80でも見つかる。ボルボがハイブリッド技術を取り入れたコンセプトカーを発表するのはこれが最後ではなかった。
1990年代半ば、ボルボは別の新たなハイブリッドカーを発表した。この時の車両はS40を基にした環境技術のコンセプトカーで報道陣には生産準備に関して言及された。それは3気筒のガソリンエンジンとトヨタのプリウスに似たデュアルモードのハイブリッドシステムを組み合わせたものだった。
これは当時、展示会で見られ、報道されたが、2009年の時点でその証拠を見つけることはかなり困難である。ボルボのコンセプトショップのTorslandaで台座の上に保存されたドライブトレーンを見つけることができるが、無料のインターネット上で見つけることは困難である。この車両がどこに保存されたかは明確ではなく、おそらくボルボミュージアムに保管されていると推定される。
この計画の名称はDesireeで、この計画の後、ボルボの経営はフォードによって買収され、ボルボの開発した技術は同様の技術によるフォード・エスケープのハイブリッド仕様の量産車に部分的に取り入れられたと見られる。
この後、ボルボは長らくハイブリッドカーを発表しなかった。たとえデトロイトのショーで発表されたXC60の設計概念において当初はボンネットの中に新型の燃料切り替え式3.2リッターガソリンエンジンの代わりにディーゼルハイブリッドの搭載が予定されていたという噂があってもエンジンの派生機種の不在は顕著で今ではかなり時代錯誤を感じる。
2007年にボルボは新しいプラグインハイブリッド(PHEV)のコンセプトカーであるC30リチャージコンセプトを発表した。それは電気モータを4輪全てに備え、1.6リッターのディーゼルまたは燃料切り替え式エンジンと発電機(APU)を備え、車輪とエンジンの間には機械的な伝達軸が介在しないシリーズ・ハイブリッド式だった。純粋な電気自動車として走行距離は100kmで最高速度は160km/hで0-100km/hまで9秒である。この車両は技術を実証する段階の車両で2015年までの近い将来の量産は合理的ではないと報道陣に対して述べた。
2008年にボルボは近い将来、量産車に取り入れるハイブリッド技術の開発に努力していると述べた。2011年にいくつかのマイルドハイブリッド、その1年後にフルハイブリッドの量産について言及された。